# Розе, Валентин (Старший)
Валентин Розе Старший — немецкий химик и фармацевт (16 августа 1736, Нойруппин — 28 апреля 1771, Берлин), приготовил легкоплавкий сплав (см. Сплав Розе).

## Семья
Сын — Валентин Розе Младший.